# Galium retzii
Galium retzii là một loài thực vật có hoa trong họ Thiến thảo. Loài này được Bouchard mô tả khoa học đầu tiên năm 1951.